# NK Omladinac Niza
NK Omladinac je nogometni klub iz mjesta Nize u općini Koška nedaleko Našica u Osječko-baranjskoj županiji. Klub je osnovan 1963. i član je Nogometnog središta Našice

## Povijest

### Šezdesete
Iako se nogomet u Nizi igrao i ranije, počeci stvaranja nogometnog kluba sežu u 1961. godinu kada Osnovna škola Koška dozvoljava izgradnju nogometnog igrališta na njezinom zemljištu. Gradnja igrališta se odvijala tijekom 1961. i 1962. godine. Prvo igralište je građeno u minimalnim propisanim dimenzijama, dužine 90 i širine 45 metara.
U lipnju 1963. godine u prostorijama Osnovne škole u Nizi održana je skupština na kojoj je osnovan NK Omladinac.  Za prvog predsjednika izabran je pokojni Jure Dumenčić, za tajnika Josip Krulić, a za blagajnika Dragutin Mauhar. Istoga dana odigrana je i prva utakmica između NK Omladinca i NK Seljak iz Koške. Za Omladinac su nastupili: Ivan Krulić, Đuro Kumrić, Josip Tomac, Miro Kovačević, Dragan Kumrić, Franjo Kumrić, Franjo Podoreški, Josip Krulić, Šime Janjić, Antun Čop i Gabrijel Suk.
Iste godine klub se uključuje u natjecanje Općinskog nogometnog saveza Našice danas Nogometnog središta Našice koji je osnovan iste 1963. NK Omladinac nastupa tada u skupini 1. općinske nogometne lige Našice s klubovima iz Podgorača, Bijele Loze, Budimaca, Ledenika, Ličana (danas Andrijevac) te Breznice. Već sljedeće natjecateljske sezone 1964./65. klub osvaja prvo mjesto u svojoj skupini i s pobjednikom druge skupine NK Brezikom razigrava za naslov prvaka. Pobjedom na domaćem igralištu u Nizi s 4:1 te porazom od 2:1 u Breziku, klub osvaja naslov Općinske nogometne lige Našice. Osvajanjem titule prvaka stječe pravo da se kroz kvalifikacije probije u viši rang - Međuopćinski nogometni savez. Kvalifikacije su odigrane s pobjednicima susjednih Općinskih nogometnih saveza: Orahovica (NK Omladinac Crnac), Podravska Slatina (NK Mladost Miljevci) i Donji Miholjac (NK Mladost Črnkovci) i u istima NK Omladinac zauzima prvo mjesto i tako već u drugoj sezoni od osnutka ulazi u Međuopćinsku ligu. Klub se financirao između ostalog i angažmanom nogometaša na berbama kukuruza, sađenju žira, organiziranju zabava i dr.  
Klub se natjecao u Međuopćinskoj ligi sve do proljeća 1969. godine, kada se zbog nedostatka financijskih sredstava odustaje od daljnjeg natjecanja i klub se stavlja u status mirovanja.

### Sedamdesete
Klub je u statusu mirovanja od 1969. – 1973. godine, te u tom periodu većina igrača prelazi u NK Seljak Koška i NK Mladost Našička Breznica.
Klub 1973. godine obnavlja rad i nastavlja natjecanje u grupnoj ligi Općinskog nogometnog saveza Našice. 
Predsjedničku funkciju niz godina obnašao je pokojni Pavao Horvat, tajničku Josip Krulić, a blagajničku Dragan Kumrić. 70. -ih godina klub gotovo svake godine organizira "Seoske sportske igre" pod pokroviteljstvom ondašnjeg SIZ-a za fizičku kulturu koji je osiguravao financijska sredstva. Održavana su natjecanja u velikom nogometu, odbojci, šahu, potezanju konopa, streljaštvu (zračna puška), skoku u dalj, stolni tenis, bacanju kugle, utrke na 100 i 1000 m.

### Osamdesete
1980. -ih godina predsjedničku funkciju su obnašali Slavko Tomac i Josip Stojaković, a blagajničku Dragan Kumrić i Stjepan Paska. U sezoni 1985/86. NK Omladinac je prvak Grupne lige NS Našice i ulazi u Općinsku ligu NS Našice, zbog ulaska u viši rang oformljen je ponovno sastav juniora i tako od 1986. pa do danas NK Omladinac ima u kontinuitetu juniorski ili pionirski sastav u natjecanju. 1986. godine završena je izgradnja mjesnog doma a u prizemlju se nalaze svlačionice i prostorije kluba. 
1988. godine održana je proslava 25. godina postojanja NK"OMLADINAC", uz odigravanje utakmice između generacije 60-ih i ondašnjih ekipa seniora i juniora, a što je popraćeno i prigodnim tekstom s fotografijom u Večernjem listu. U sezoni 1988/89. pionirski sastav osvaja prvo mjesto u svojoj ligi i sudjeluje u Kup natjecanju NS Slavonije i Baranje gdje su stigli do polufinala. U prvom kolu izbacuju NK Viljevo s 4-1 u drugom NK Slatinu s 2-1 a u polufinalu gube od NK Sloge iz Nove Gradiške s 10-1. Polufinale Kupa NS Slavonije i Baranje pionirske ekipe ulazi među najveće uspjehe u povijesti kluba uz onaj 60 -tih godina. U sezoni 1988/89. seniori ispadaju iz Općinske lige. U sezoni 1989/90. osvajaju prvo mjesto u Grupnoj ligi NS Našice i vračaju se u Općinsku ligu NS Našice. U sezoni 1990/91. opet se ispada u niži rang natjecanja.
Sezona 1991/92. nije odigrana zbog Domovinskog rata a u jesen 1991. u ratu pogiba dugogodišnji igrač kluba Nikola Petranović-Šiljo te mu klub povodom 10. godine pogibje otkriva spomen ploču na pročelju mjesnog doma u Nizi. Ratnih godina većina igrača sudjeluju u Domovinskom ratu kroz postrojbe 132. brigade Hrvatske vojske Našice te policije.

### NK Omladinac u HNL-u
1991./92. godine izvođeni su radovi na proširenju igrališta. Budući igralište u to vrijeme nije bilo u funkciji, te sezone je klub zahvaljujući susretljivošću susjeda iz Koške odigravao utakmice na terenu NK Seljaka iz Koške u jesen a u proljeće na igralištu NK Mladosti iz N.Breznice.
U jesen 1994. godine, prema novom teritorijalnom ustroju, NK Omladinac prelazi pod okrilje Nogometnog središta Valpovo, gdje se natječe u 3. ŽNL Liga NS Valpovo sve do sezone 2001/02. kada osvaja prvo mjesto i iste godine prelazi u viši rang - 2. ŽNL Nogometnog središta Našice. Tih godina predsjedničku funkciju obavlja Ivica Bardy, dopredsjednici su Miroslav Knežević- Bujdo i Branko Markovčić, tajnik Zdravko Kuzminski, te blagajnik Stjepan Kumrić. 2007. godine u prometnoj nesreći pogiba dugogodišnji član kluba, dopredsjednik, tajnik i nekadašnji igrač Miroslav Knežević- Bujdo te klub u njegovu spomen organizira svake godine (od 2008.) memorijalni turnir u nogometu. Cijeli kompleks je nazvan Športsko-rekreacijski centar Miroslav Knežević-Bujdo te je postavljena prigodna spomen ploča a sastoji od nogometnog igrališta,rukometnog igrališta  (asfaltiranog) izgrađenog 2006., boćališta, mjesnog doma i pratećih zgrada. U sezoni 2007/08. klub ispada iz 2.  ŽNL ali sljedeće sezone postaje prvak 3. ŽNL Liga NS Našice te se vraća u 2. ŽNL Našice. U sezoni 2011/12. opet klub ispada u 3. ŽNL LNS Našice. U međuvremenu postavljeni su reflektori na igralište, izgrađena velika terasa uz mjesni dom, pecara i drugo.
Financiranje kluba tijekom 1990. -tih pa do danas najvećim dijelom je osigurano iz proračuna Općine Koška i sponzorstvom raznih tvrtki u kojima rade bivši igrači. Za prijevoz igrači koriste vlastite automobile bez ikakve naknade. Trenutačno Izvršni odbor kluba čini mlada garnitura nekadašnjih igrača NK Omladinca, a predsjedničku funkciju obnaša Robert Jakovac. 31. kolovoza 2013. obilježeno je 50. godina od osnivanja kluba svečanom Skupštinom kluba i velikom feštom uz pečenog vola s ražnja i zabavnim programom. 
Od sezone 2015/16. klub ima u natjecanju uz seniore i tri mlađe kategorije i to predpočetnici U-8, početnici U-10 i juniori. Mlađe kategorije nastupaju i treniraju u organizaciji Dječja športske akademije "Niza" osnovane 2014., a radom počela u jesen 2013. Trenutno nogomet trenira pedesetak djece, a što je veliki uspjeh za selo od 400. stanovnika.
Klub se od sezone 2014./15. ponovno natječe u 2. ŽNL Osječko-baranjska NS Našice, a gdje se plasirao kao drugoplasirani klub 3. ŽNL Osječko-baranjska Lige NS Našice u sezoni 2013./14. 
U sezoni 2017./18. klub ispada iz 2. ŽNL Našice i natječe se u 3. ŽNL Liga NS Našice.
Nakon sezone 2018./19. klub kao trećeplasirani u 3. ŽNL Osječko-baranjska Liga NS Našice u kvalifikacijama za popunu 2. ŽNL Osječko-baranjska NS Našice u dvije utakmice biva bolji od NK Polet Bokšić, oba puta s pobjedama od 3:1, te je od jeseni sezone 2019./20. član ranga više iliti 2. ŽNL Osječko-baranjska NS Našice.
Nakon odigrane sezone 2020./21. klub kao pretposljednji u 2. ŽNL Osječko-baranjska NS Našice igra kvalifikacijama s NK Poganovci drugoplasiranom ekipom 3. ŽNL Osječko-baranjska Liga NS Našice za popunu 2. ŽNL Našice i u dvije utakmice pobjedom 3:1 i porazom 4.2 u gostima ostaje član navedene lige i u sezoni 2021/22.
Krajem 2024. izgrađena natkrivena tribina sa 100 sjedalica i prilaznom stazom, koje je u cijelosti financirala Općina Koška.
U sezoni 2024/25. klub ispada kao posljedni iz 2. ŽNL Osječko-baranjska NS Našice u 3. ŽNL Osječko-baranjska Liga NS Našice.

## Ostalo
NK „Omladinac“ Niza ima svoje web stranice blog na internet adresi http://omladinacniza.blogspot.com/
Klub ima također stranicu na Facebook-u, You tube, Google plus i Wikipediji.
Od 1992. klub ima svoju navijačku skupini Niza Grickavci. 

## Uspjesi
Seniori
Prvaci 1964/65.Općinska nogometna liga Našice, 
Prvaci 1985/86. Grupna liga Nogometnog saveza Našice, 
Prvaci 1989/90. Grupna liga Nogometnog saveza Našice, 
Prvaci 2001/02. 3. ŽNL Osječko-baranjska Liga Nogometnog središta Valpovo, 
Prvaci 2008/09. 3. ŽNL Osječko-baranjska Liga Nogometnog središta Našice.
Pioniri
Prvaci 1988./89. Liga pionira Nogometnog saveza Našice, 
1988/89. polufinale Kupa Nogometnog saveza Slavonije i Baranje. 

## Poznati igrači
Katarina Pranješ - Nakon uspješne sezone pionira 2015./16. te osvojenog 4. mjesta, Kata, koju su uočili skauti ŽNK Osijeka, prelazi u ŽNK Osijek, te osvaja titulu državnog prvaka u sezoni 2017./18. 2017. počinje igrati za hrvatsku žensku nogometnu U-16 reprezentaciju, kasnije i za U-17 i U-19, uz 13 nastupa za sve selekcije i dva postignuta gola. U jesen2020. bilježi prvi prvi nastup za Hrvatsku žensku nogometnu reprezentaciju protiv reprezentacije Litve.Od veljače 2021. članica je ŽNK Split.
Katarina Pranješ je prva registrirana ženska igračica u povijesti NK Omladinac Nize, gdje je svoju karijeru započela 2014. godine, a kao članica Dječje športske akademije "Niza".

## Vanjske poveznice
1.http://koska.hr/
2.http://nsnasice.blogspot.com/
3.http://mladostnasickabreznica.blogspot.com/
4.http://www.hrvatskareprezentacija.hr/ Katarina-Pranjes-Nova-clanica-zenske-nogometne-reprezentacije-Hrvatske/